# 文政
文政是日本的年號之一。在文化之後、天保之前。指1818年到1831年的期間。這個時代的天皇是仁孝天皇。江戶幕府的將軍是德川家齊。

## 改元
- 文化15年4月22日（公元1818年5月26日） 因仁孝天皇即位而改元
- 文政13年12月10日（公元1831年1月23日） 改元為天保

## 出典
出自《尚書》舜典「舜察天文、齊七政」。

## 文政年間要事
- 文政13年夏～秋、以阿波為中心，神助參拜（お蔭参り）大流行。

### 逝世
- 元年司馬江漢（享壽71）、伊能忠敬（測量家 享壽73）、松平治鄉（享壽67）
- 5年上杉鷹山（米澤藩主 享壽71）、松浦檢校（音樂家）
- 6年河内山宗春
- 8年雷電爲右衛門（享年58）
- 10年高田屋嘉兵衛（享年58）、小林一茶（享壽65）、大槻玄澤（享壽70）
- 11年大黑屋光太夫（享壽77）
- 12年松平定信（幕府老中 享壽70）、近藤重藏（享年58）、高橋景保

## 西元對照表
| 文政 | 元年   | 2年    | 3年    | 4年    | 5年    | 6年    | 7年    | 8年    | 9年    | 10年   |
| ---- | ------ | ------ | ------ | ------ | ------ | ------ | ------ | ------ | ------ | ------ |
| 西元 | 1818年 | 1819年 | 1820年 | 1821年 | 1822年 | 1823年 | 1824年 | 1825年 | 1826年 | 1827年 |
| 干支 | 戊寅   | 己卯   | 庚辰   | 辛巳   | 壬午   | 癸未   | 甲申   | 乙酉   | 丙戌   | 丁亥   |
| 文政 | 11年   | 12年   | 13年   |        |        |        |        |        |        |        |
| 西元 | 1828年 | 1829年 | 1830年 |        |        |        |        |        |        |        |
| 干支 | 戊子   | 己丑   | 庚寅   |        |        |        |        |        |        |        |

## 相關項目
- 化政文化

| 前一年號： 文化 | 日本年號 | 下一年號： 天保 |